# Oberehrendingen
Oberehrendingen is een plaats en voormalige gemeente in het Zwitserse kanton Aargau, en maakt sinds 1 januari 2006 deel uit van de gemeente Ehrendingen in het district Baden. De gemeente heeft bestaan vanaf 1825.

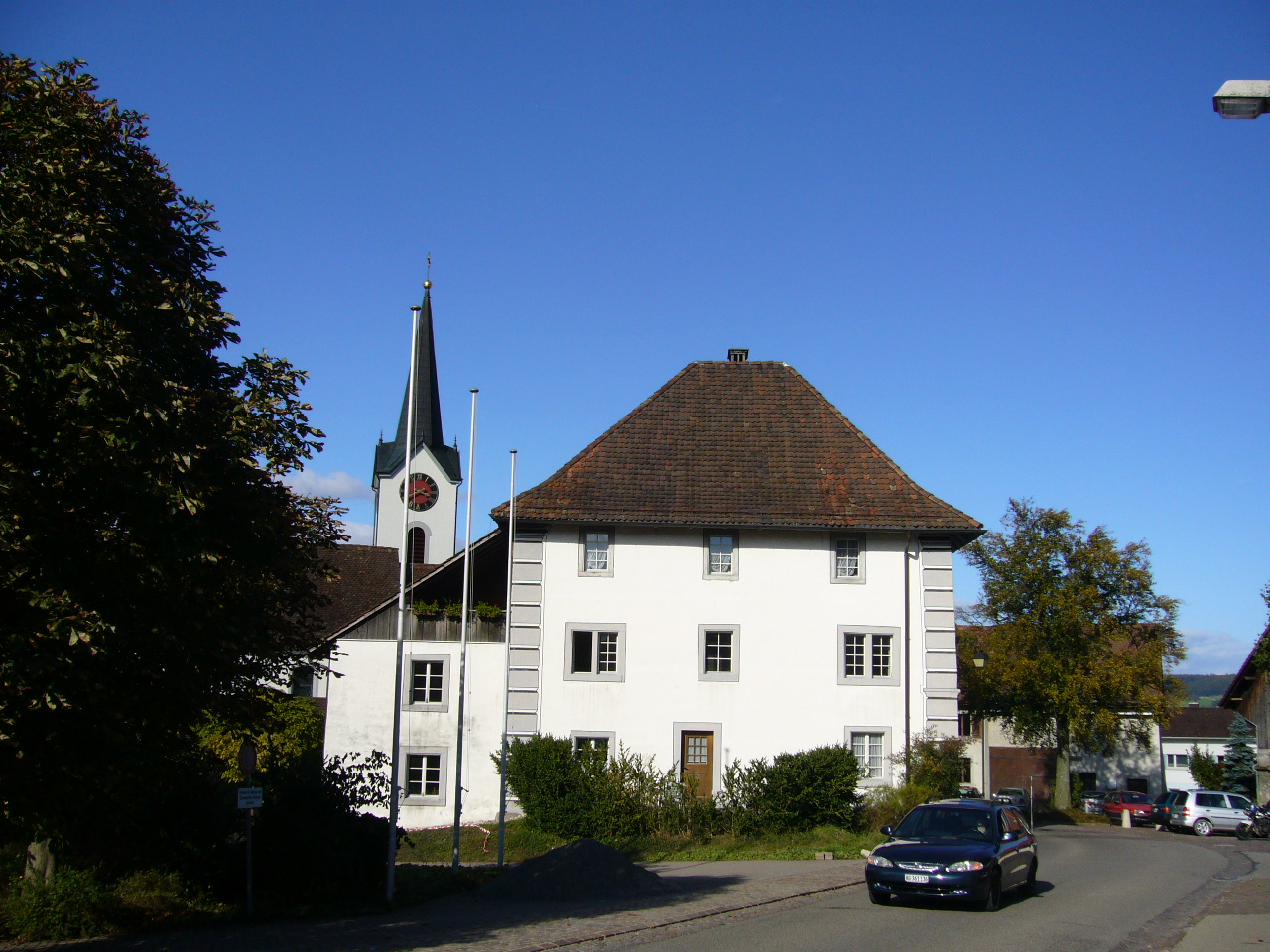
Vogthaus te Ehrendingen

- Gemeinsame Normdatei: 4342429-6
- Historisch woordenboek van Zwitserland: 001647
- Virtual International Authority File: 146214298
- WorldCat: E39PBJfh4HRGdMptxjJHV8WkXd